# Пеки (Минас-Жерайс)
Пеки (порт. Pequi) — муниципалитет в Бразилии, входит в штат Минас-Жерайс. Составная часть мезорегиона Агломерация Белу-Оризонти. Входит в экономико-статистический микрорегион Сети-Лагоас. Население составляет 4109 человек на 2006 год. Занимает площадь 204,142 км². Плотность населения — 20,1 чел./км².

## История
Город основан 1 июня 1912 года. 

## Статистика
- Валовой внутренний продукт на 2003 год составляет 22 820 096,00 реалов (данные: Бразильский институт географии и статистики).
- Валовой внутренний продукт на душу населения на 2003 год составляет 5808,12 реалов (данные: Бразильский институт географии и статистики).
- Индекс развития человеческого потенциала на 2000 год составляет 0,770 (данные: Программа развития ООН).